# Hochzeit zu Kana

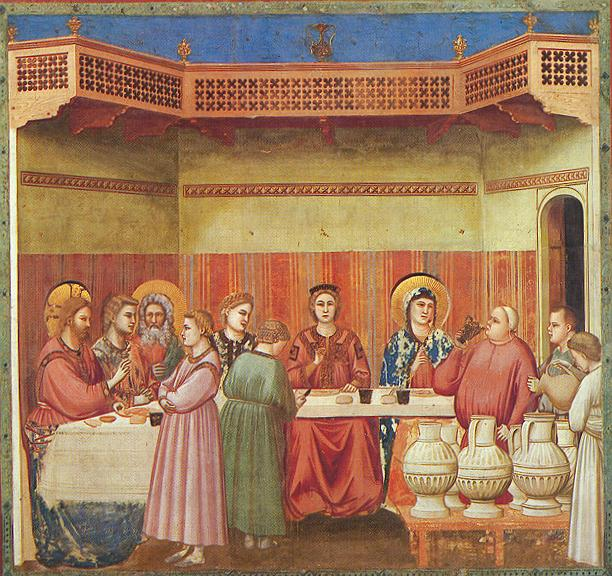
Hochzeit zu Kana, Giotto di Bondone (entstanden 1304–06)

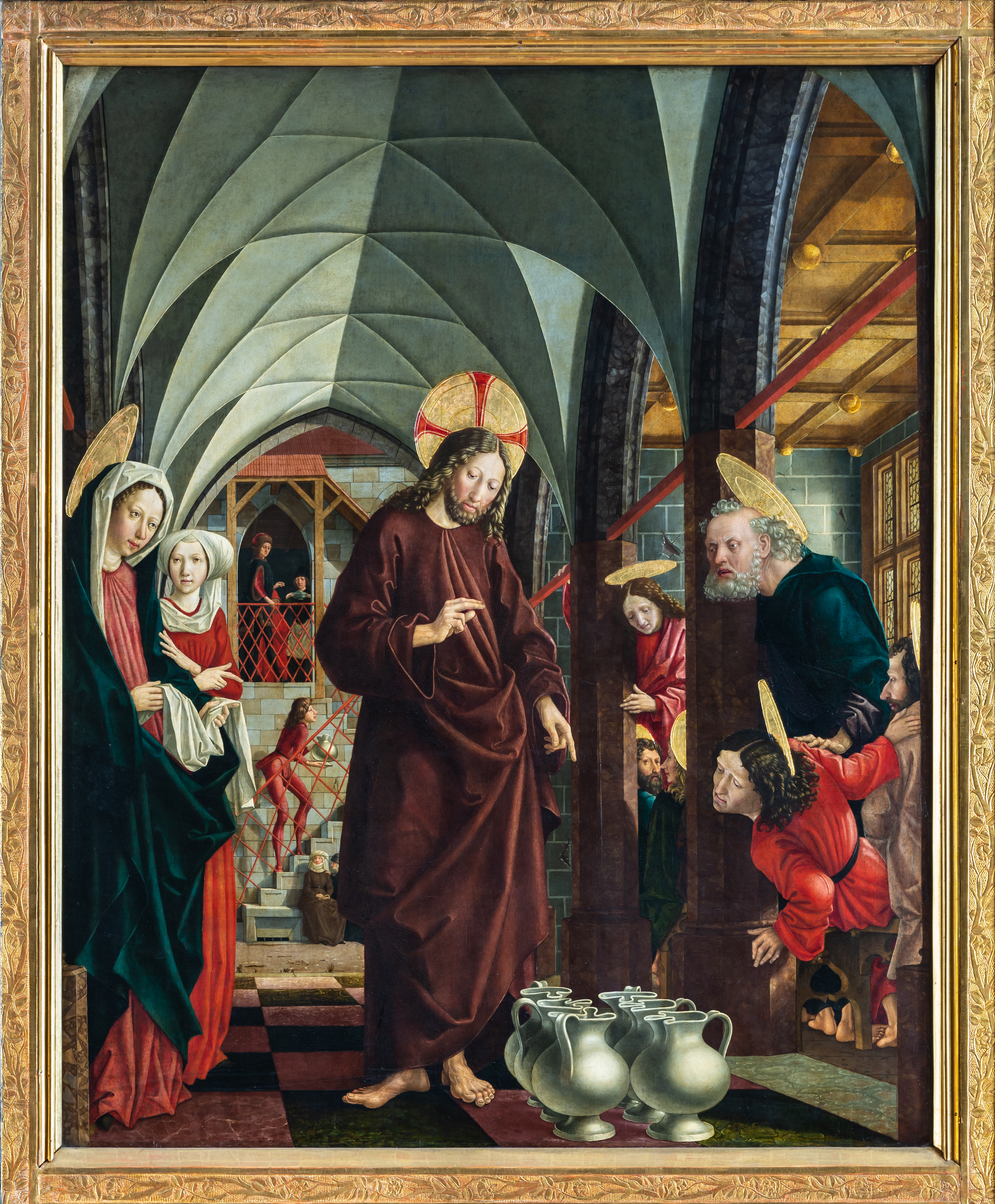
Die Hochzeit zu Kana, Michael Pacher (entstanden 1471–79)

Die Hochzeit zu Kana ist eine Wundererzählung aus der Bibel, die davon berichtet, wie Jesus von Nazaret als Gast einer Hochzeitsfeier Wasser in Wein verwandelt (Joh 2,1–12 ). Es handelt sich um das erste der sogenannten Zeichen (altgriechisch σημεῖα) Jesu, mit denen das Johannesevangelium ihn als Sohn Gottes und als den Messias vorstellt und den Leser zum Glauben führen will (Joh 20,30–31 ).

## Inhaltsangabe
Bei der Hochzeitsfeier eines namentlich unbekannten Paares in Kana sind auch Jesus, seine Jünger und seine Mutter Maria anwesend. Überraschend geht den Feiernden der Wein aus. Seine Mutter macht Jesus darauf aufmerksam. Jesu Antwort (Vers 4a) wird in den einschlägigen Bibelübersetzungen unterschiedlich interpretiert:
- altgriechisch τί ἐμοὶ καὶ σοί, γύναι; tí emoì kaì soí, gýnai?
- „Was habe ich mit dir zu schaffen, Frau?“ (Lutherbibel 2017)
- „Was willst du von mir, Frau?“ (Einheitsübersetzung 2016)
- „Was hat das mit dir und mir zu tun, Frau?“ (Zürcher Bibel 2007)

Maria fordert die Diener auf, zu tun, was Jesus ihnen sagt. Er ordnet an, sechs steinerne Wasserkrüge, die für die rituelle Reinigung bestimmt sind, mit Wasser zu füllen. Jeder dieser Krüge fasst zwei oder drei Metretes, ein Flüssigkeitsmaß, das im Neuen Testament nur hier erscheint und in Summe ca. 100 Litern entspricht. Als der für die Ordnung beim Mahl Verantwortliche (altgriechisch ἀρχιτρίκλινος architríklinos) davon kostet, ruft er verwundert den Bräutigam und fragt ihn, warum er – entgegen aller normalen Praxis – den guten Wein bis zuletzt aufgehoben habe, wo doch die Gäste schon zu viel getrunken hätten, um die Qualität noch zu bemerken.

## Die Perikope im Johannesevangelium
Kapitel 1 des Johannesevangeliums schließt mit der Berufung des Jüngers Nathanael. Jesus kündigt ihm an, er werde „noch Größeres sehen.“ Die in Kapitel 2 folgende Perikope der Hochzeit zu Kana kann als erste von mehreren Erfüllungen dieser Ankündigung gelten. Das Weinwunder, das vom Evangelisten „Zeichen“ genannt wird, ist das erste einer Reihe von „Zeichen“ im Johannesevangelium, deren letztes und bedeutendstes die Auferweckung des Lazarus in Kapitel 11 darstellt. Dass Jesu Mutter anwesend ist, bildet eine Inklusion mit der Szene des sterbenden Jesus am Kreuz, bei der sie wieder zugegen ist (Kapitel 19). Hier wie dort spricht Jesus seine Mutter mit „Frau!“ an, was distanziert klingt.

Den synoptischen Evangelien zufolge beginnt Jesu öffentliche Wirksamkeit mit einer Predigt. Bei Markus und Matthäus ist das ein ernster Ruf zur Umkehr, bei Lukas die Ansage der erfüllten Zeit. Das Johannesevangelium bietet einen Alternativentwurf:

„Jesus beginnt sein Wirken mit einer Zeichenhandlung, die ins Bild setzt, was er zu bringen gekommen ist: endzeitliche, hochzeitliche Freude durch das Geschenk von Wein im Überfluss an ein Brautpaar.“

## Weinsymbolik
Dieses „Luxuswunder“ ist innerhalb der Evangelien sehr ungewöhnlich. Für das Weinmotiv werden in der Exegese zwei Deutungen vorgeschlagen:
- Biblische Parallelen. Der Vergleich mit den Brotvermehrungswundern im Alten und im Neuen Testament zeigt Ähnlichkeiten (Mangel an einem antiken Grundnahrungsmittel wird behoben), aber auch einen markanten Unterschied: Dort wird das, was bereits vorhanden war, vermehrt – hier schenkt Jesus etwas Neues. Hochzeit und endzeitliches Festmahl sind im Alten Testament vertraute Motive; zu einem solchen Freudenmahl gehört Wein (Jes 25,6 EU).[4]
- Auseinandersetzung mit dem Dionysoskult. Rudolf Bultmann schlug vor, dass Elemente des Dionysoskultes auf die Erzählung eingewirkt haben. Wie nah dieser Kult der Welt des Neuen Testaments (rein räumlich gesehen) war, zeigt ein Dionysos-Mosaik in einem großen römischen Wohnhaus in Sepphoris, 8 km von Kana entfernt.[5]

Dieses Zeichen dient vor allem dazu, den erst kurz zuvor berufenen Jüngern Jesu Vollmacht zu demonstrieren, zugleich aber auch dazu, zu zeigen, dass mit Jesus die eschatologische Freudenzeit angebrochen sei, in der Trauern, Fasten und Verzicht nicht angemessen seien (Mt 9,15 ). Die Überfülle des Weins kann als Hinweis auf das Leben in Fülle verstanden werden, das Gott dem Menschen zugedacht hat (Joh 10,10b ). Es fällt auf, dass das griechische Original den Begriff semeion, „Zeichen“, bevorzugt und nicht von thauma, „Wunder“, redet. Einige Exegeten nahmen dazu eine ursprünglich selbständige Textquelle des Johannesevangeliums als sogenannte Semeia-Quelle an, aus der der Evangelist diese Zeichen übernommen habe. Dem Evangelisten war es wichtig, dass diese Zeichen selbst nicht den Glauben hervorrufen. Immer wieder wird im Johannesevangelium unterschieden zwischen dem Sehen und dem Glauben, wobei der Glaube auch ohne Sehen und ohne Zeichen das Erstrebenswerte ist (Joh 6,30 , Joh 6,36 , Joh 20,29 ).
Das landläufig sogenannte Weinwunder wird teils im Volksmund als Beispiel dafür angebracht, dass die Bibel keine Alkoholabstinenz fordere.

## Ort der Handlung

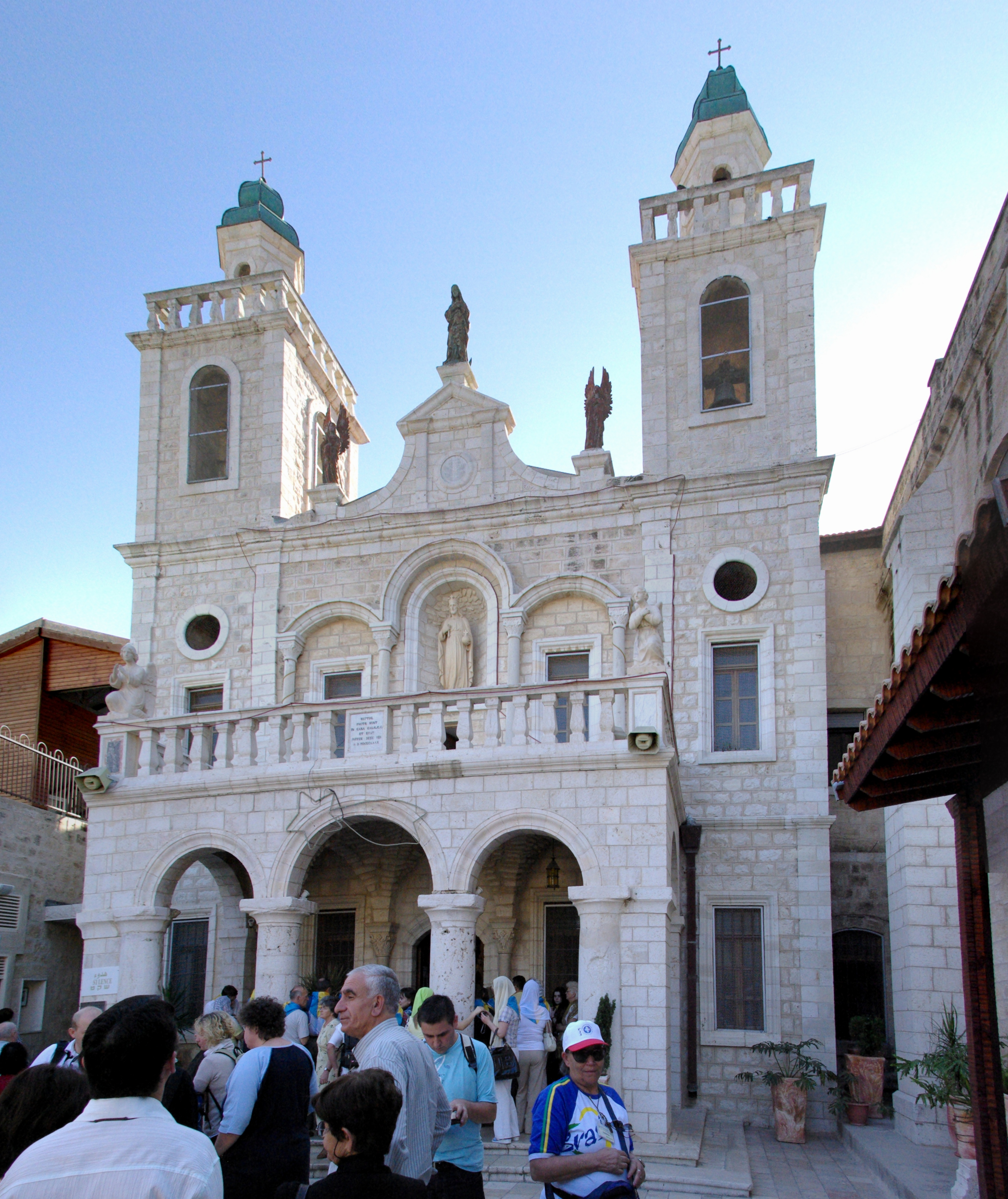
„Hochzeitkirche“ in Kana (Galiläa), die an der Stelle stehen soll, an der die Hochzeit stattfand.

Wo das biblische Kana lag, ist nicht ganz klar. Meist wird es in Galiläa lokalisiert, siehe Kana (Galiläa) bzw. Chirbet Qana. Manchmal wird auch das südlibanesische Dorf Kana mit dem biblischen Kana identifiziert. Außerhalb des Johannesevangeliums ist der Ort Kana biblisch nicht bezeugt.
Zahlreiche archäologische Funde in Israel belegen steinerne Gefäße in Fundschichten aus dem 1. Jahrhundert wie die in der Bibelstelle erwähnten Gefäße. Sie sind eindeutig jüdisch. Da die Gefäße als „groß“ beschrieben sind, muss es sich um eine Hochzeit der Oberschicht gehandelt haben.

## Das Weinwunder in der Kunst
Der Renaissancemaler Paolo Veronese schuf das Gemälde Die Hochzeit zu Kana. Ein berühmter Wandteppich ist die Hochzeit zu Kana in der Peterskirche zu Villeneuve-d’Ascq in Frankreich.

## Epiphanias
Da in diesem ersten Wunder Jesu seine Göttlichkeit sichtbar wurde, feiert es die Kirche – neben der Anbetung der Sterndeuter und der Taufe Jesu – im Hochfest der Erscheinung des Herrn (Epiphanias) am 6. Januar.